# 艾拉·鲍曼
艾拉·鲍曼（英語：Ira Bowman，1973年6月11日—），美国NBA联盟前职业篮球运动员。